# 紫藍金剛鸚鵡
紫藍金剛鸚鵡（學名：Anodorhynchus hyacinthinus），又稱蓝紫金刚鹦鹉、风信子金刚鹦鹉，是鸚形目金刚鹦鹉科琉璃金剛鸚鵡屬下的一種鳥類，也是现存體型最大、鳥喙最大的鸚鵡。该物种分佈於南美洲的巴西、玻利維亞与巴拉圭的半開放草原環境中，以特定幾種棕櫚樹的果實、堅果、種子為主食。
紫藍金剛鸚鵡全身以藍色為主，鳥喙、眼周處帶有黃色的裸露皮膚，翅膀具紫色光澤。這個物種平常多以小群體行動，是富社交性的鳥類；雖然並不遷徙，但為了食物而相當擅長長距離飛行。紫藍金剛鸚鵡是終身配偶制的鳥類，特別偏好在巴拿馬樹果的樹洞築巢，通常產2枚卵，在25—28天後孵化，並需要四個月左右的時間才能完全獨立。壽命預估可達50年。
紫藍金剛鸚鵡受到過度捕捉貿易做為寵物飼養、棲息地被破壞的影響，使族群趨勢正在下降。過去曾連為一體的棲息地，現已經分裂為三小塊，且野火的存在也使其現在最主要的棲地——巴西潘特納爾濕地遭到嚴重破壞。而受到掠食鳥蛋的生物影響，其繁殖成功率也不太高。在《國際自然保護聯盟瀕危物種紅色名錄》中，因故被列入易危物種內，也在《瀕臨絕種野生動植物國際貿易公約》被列入附錄一中，禁止其國際貿易。但受到當地政府執法不力跟較長的成熟年齡等原因，牠們仍需要長期的保護。

## 物種命名與分類
|  | \| \| 靛藍金剛鸚鵡 \| \| \| \| \| \| 灰綠金剛鸚鵡 \| \| \| \| |
|  |                                                               |
|  | 紫藍金剛鸚鵡                                                  |
|  |                                                               |
|  | 靛藍金剛鸚鵡                                                  |
|  |                                                               |
|  | 灰綠金剛鸚鵡                                                  |
|  |                                                               |

|  | 靛藍金剛鸚鵡 |
|  |              |
|  | 灰綠金剛鸚鵡 |
|  |              |

|  | \| \| 靛藍金剛鸚鵡 \| \| \| \| \| \| 灰綠金剛鸚鵡 \| \| \| \| |
|  |                                                               |
|  | 紫藍金剛鸚鵡                                                  |
|  |                                                               |
|  | 靛藍金剛鸚鵡                                                  |
|  |                                                               |
|  | 灰綠金剛鸚鵡                                                  |
|  |                                                               |

|  | 靛藍金剛鸚鵡 |
|  |              |
|  | 灰綠金剛鸚鵡 |
|  |              |

紫藍金剛鸚鵡是於1790年時，由英國鳥類學家約翰·萊瑟姆藉由英國博物館經營者詹姆斯·帕金森所收藏的標本以描述的物種，原稱。該種小名為拉丁語，源自古希臘語，意为風信子。:196當時並未註明紫藍金剛鸚鵡的模式產地，但一般認定於巴西境內。:419
由于當時萊瑟姆使用了轉手过的標本描述該物種，因而有观点认为：他當時描述的鹦鹉并非紫藍金剛鸚鵡，而是青藍金剛鸚鵡。此外，由於18世纪-19世纪为经济全球化的起始年代，許多標本的原產地往往會標示不清而混淆成不同物種。在同本鳥類書籍中，萊瑟姆提及了另一種在其1781年出版的《A general synopsis of birds》中，被他稱作「Blue maccaw（原文如此）」的鸚鵡，當時被認為是藍黃金剛鸚鵡的一種亞種。這種鸚鵡與帕金森所收藏的那一隻鸚鵡標本相似：兩者幾乎僅差在尾巴長度及其他小型特徵上。這種混淆情況被後來的生物學家延續，甚至並因此一度使這個物種被誤認是緋紅金剛鸚鵡的雌性個體。

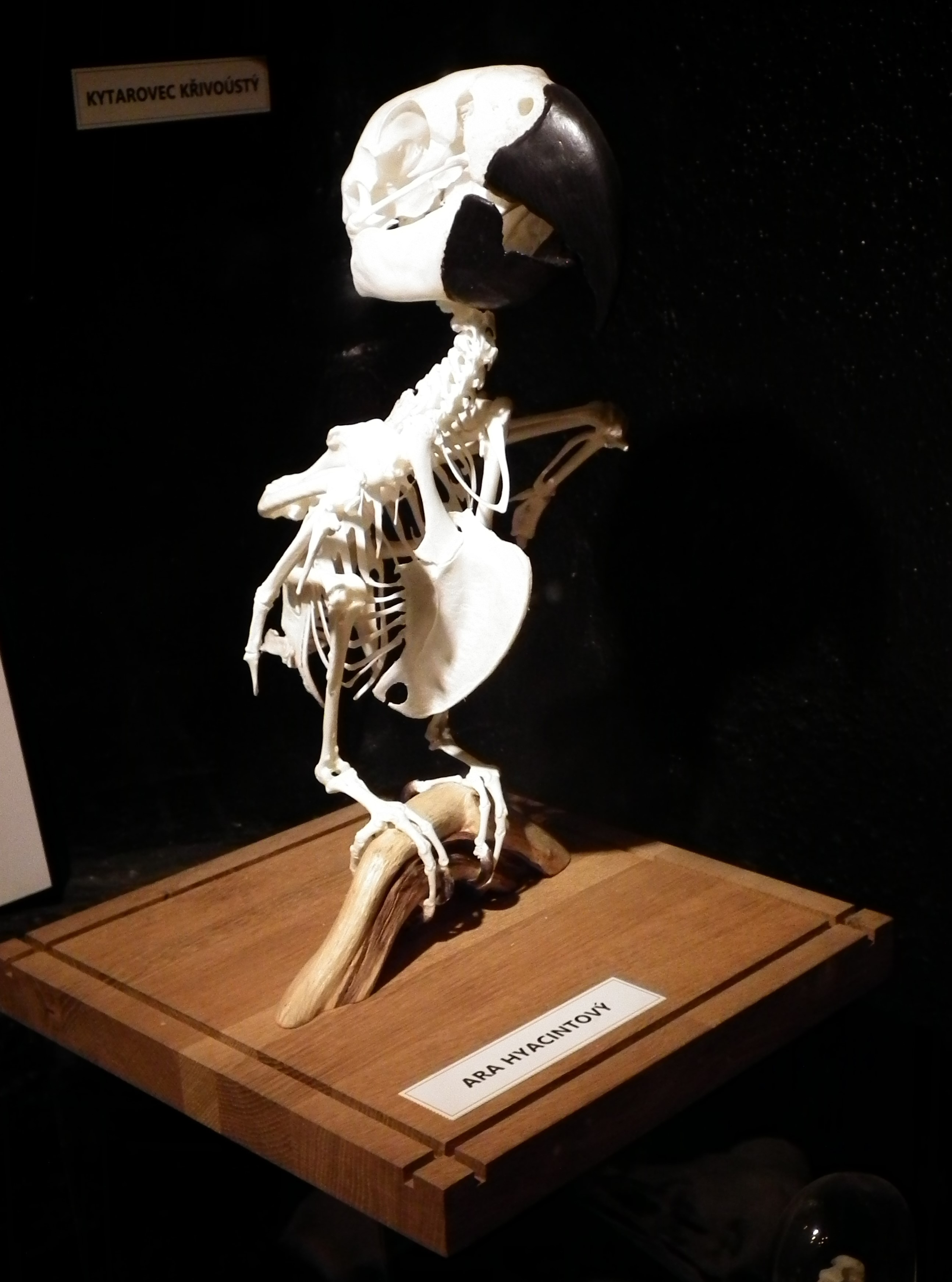
紫蓝金刚鹦鹉的骨架

1824年，德意志生物学家约翰·巴普蒂斯特·冯·施皮克斯使用一名描述紫藍金剛鸚鵡，但該名稱因較晚建立而成為異名。:419但被保留下來，供琉璃金剛鸚鵡屬使用，而紫藍金剛鸚鵡也成為了該屬的模式種。
為古希腊文合成詞，由前綴（意指「缺少、不具有某物」）、（意指「无齿」）及 （意指「喙」）組成，指代其平整的鳥喙。:48紫蓝金刚鹦鹉為單型種，沒有亞種。

## 形態描述
紫藍金剛鸚鵡體長可達100公分，重量在1435—1695公克之間（平均1500公克），其鳥喙深83—94公釐（平均85.1公釐）、平均寬42.5公釐；翼展117—127公分，翼長平均44.4公分；跗骨長38—46公釐（平均40.1公釐）；尾長433—562公釐（平均44.5公分）。:287该物种为體型最大的鸚鵡，其鳥喙也是鸚形目中最大的。:281, 287该物种的寿命较长，尚未有確切的紀錄，但估計為50年左右。

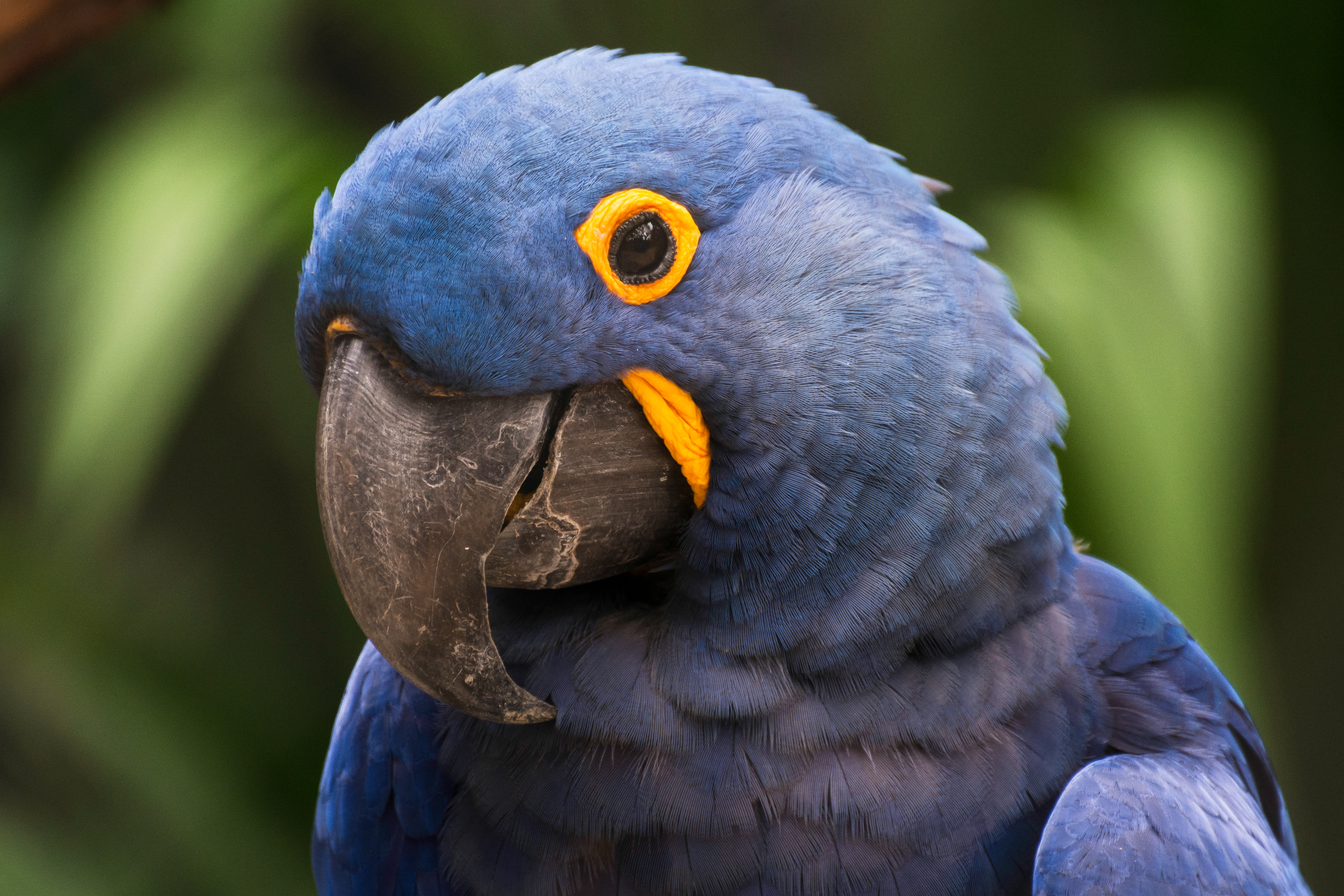
紫蓝金刚鹦鹉的头部特写（摄于潘塔纳尔湿地）

紫藍金剛鸚鵡成鳥的全身羽毛呈紫藍或鈷藍色；翅膀上的色調較偏紫色，在陽光下具有光澤。:419眼周環狀區域及鳥喙基部的皮膚為黃色、眼睛虹膜呈深褐色，視力相當好。:419舌頭為黑黃兩色，靈活可彎並帶有骨頭，用以掏空果實。鳥喙呈灰黑色，可充當第三隻腳以協助攀爬，其咬合力足以破壞核果或是熟鐵製成的鐵籠。飛羽和尾羽內側呈灰色；腿部呈深灰色；腳趾鉛色。:419其腿較短但結實，用以側掛或倒掛於物體上。沒有明顯的性別二型性，雌雄相似。
未成年鳥的裸露皮膚顏色較淡，尾巴較短，其他部分則與成鳥大致相似。:419而年老的成鳥腿部會呈較淺的灰色或白色。
紫藍金剛鸚鵡與同屬的青藍金剛鸚鵡和藍綠金剛鸚鵡外觀相似，但除了分布地點完全不重疊之外，紫藍金剛鸚鵡的體型更大，且其羽毛呈均勻紫藍色，臉部的黃色皮膚形狀也有所不同。而藍綠金剛鸚鵡的頭部則更灰一些。

## 分佈與棲息地

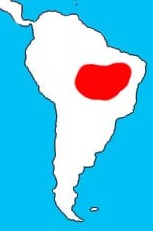
原先的分佈範圍

紫藍金剛鸚鵡在過去分佈於巴西中北至中南部、玻利維亞東部和巴拉圭西北部之間的一大片連續地帶之間。:419但現今棲地已縮小並分裂成三塊：分別為巴西東北部，主要介於阿馬帕州、塔帕若斯河和托坎廷斯河之間、巴西中東部，在皮奧伊州南部、马拉尼昂州南部、戈亚斯州北部、巴伊亞州西北部以及曼加貝拉斯山脈之間、及巴西中南部，分布於巴拉圭河上游的馬托格羅索州西南部，到玻利維亞東部和巴拉圭北部地區一帶。
這個物種偏好於半開放的環境中生活，如熱帶的潮濕森林低地樹冠層、沼澤的邊緣、有棕櫚樹的疏林草原、濱岸林或是有濕地棕櫚的開闊乾燥林地，主要受到其食物影響。:419潘塔納爾濕地是紫藍金剛鸚鵡一塊重要的棲地，因該地長有大量的棕櫚樹，是一個相當繁盛的開闊綠洲。除此之外，卡廷加多刺茂密灌叢、塞拉多稀樹草原等地也是其偏好環境。

## 習性

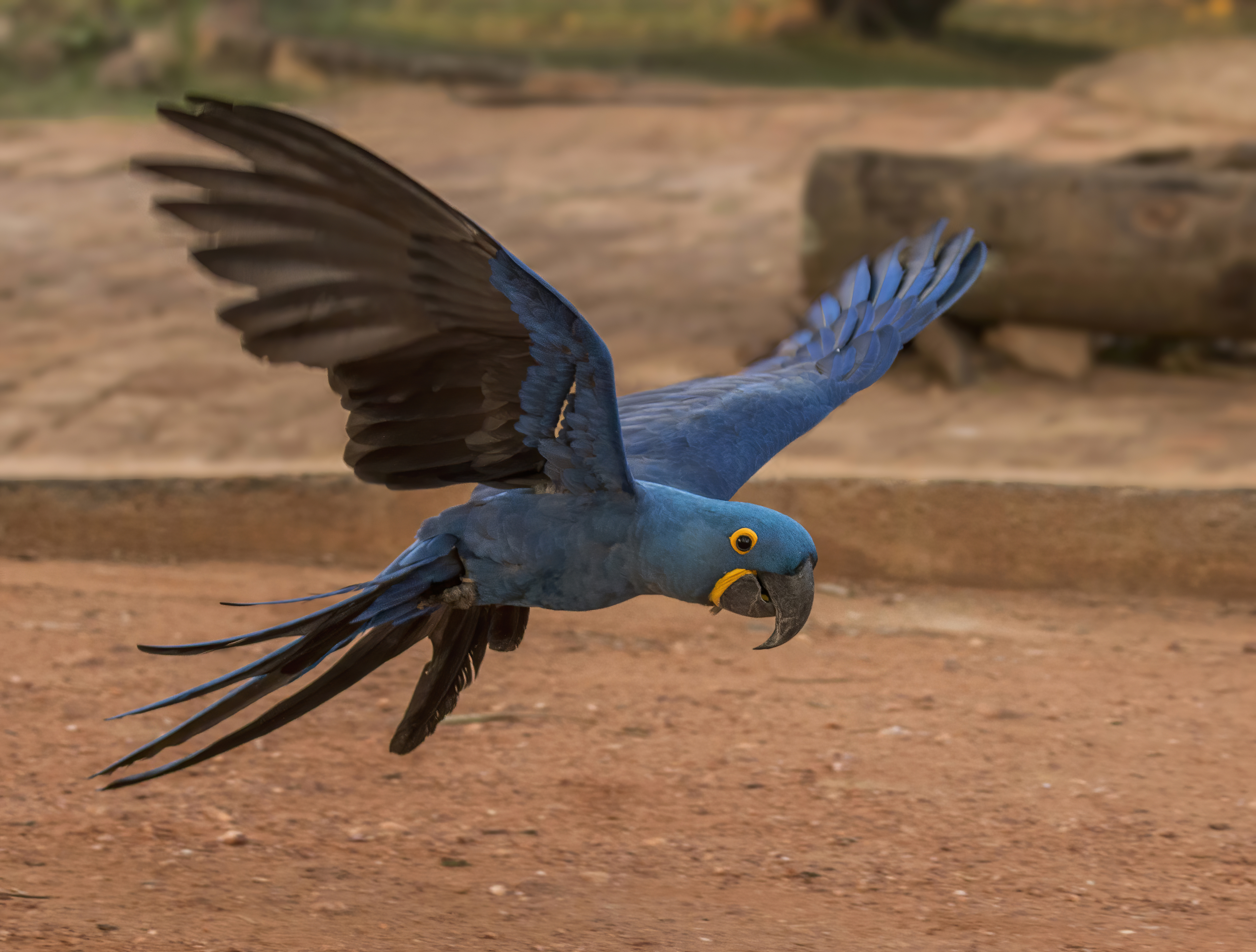
飛行中的紫藍金剛鸚鵡（攝於巴西潘特納爾濕地）

紫藍金剛鸚鵡是一種以2—16隻的小群體生活的鳥類，在早上到中午時分最為活躍，彼此間大聲呼叫溝通。在傍晚期間，牠們會聚集在一個特定地點並交流資訊；而在較為明亮的夜晚，也有機會看到其蹤跡。當被驚擾時，牠們會在頭頂盤旋並大聲尖叫，待危險過去後，就會停棲在高大樹木的頂端休息。
這個物種少有遷徙的情形，除非受植物物候現象影響，才行長距離的季節性遷徙。:419但紫藍金剛鸚鵡仍會因為食物需求，可每天長途飛行超過25公里覓食。大多數情況下，這個物種會在低空中直線飛行，其翅膀拍動時較淺而快，並將長尾拖於身後。

### 食性

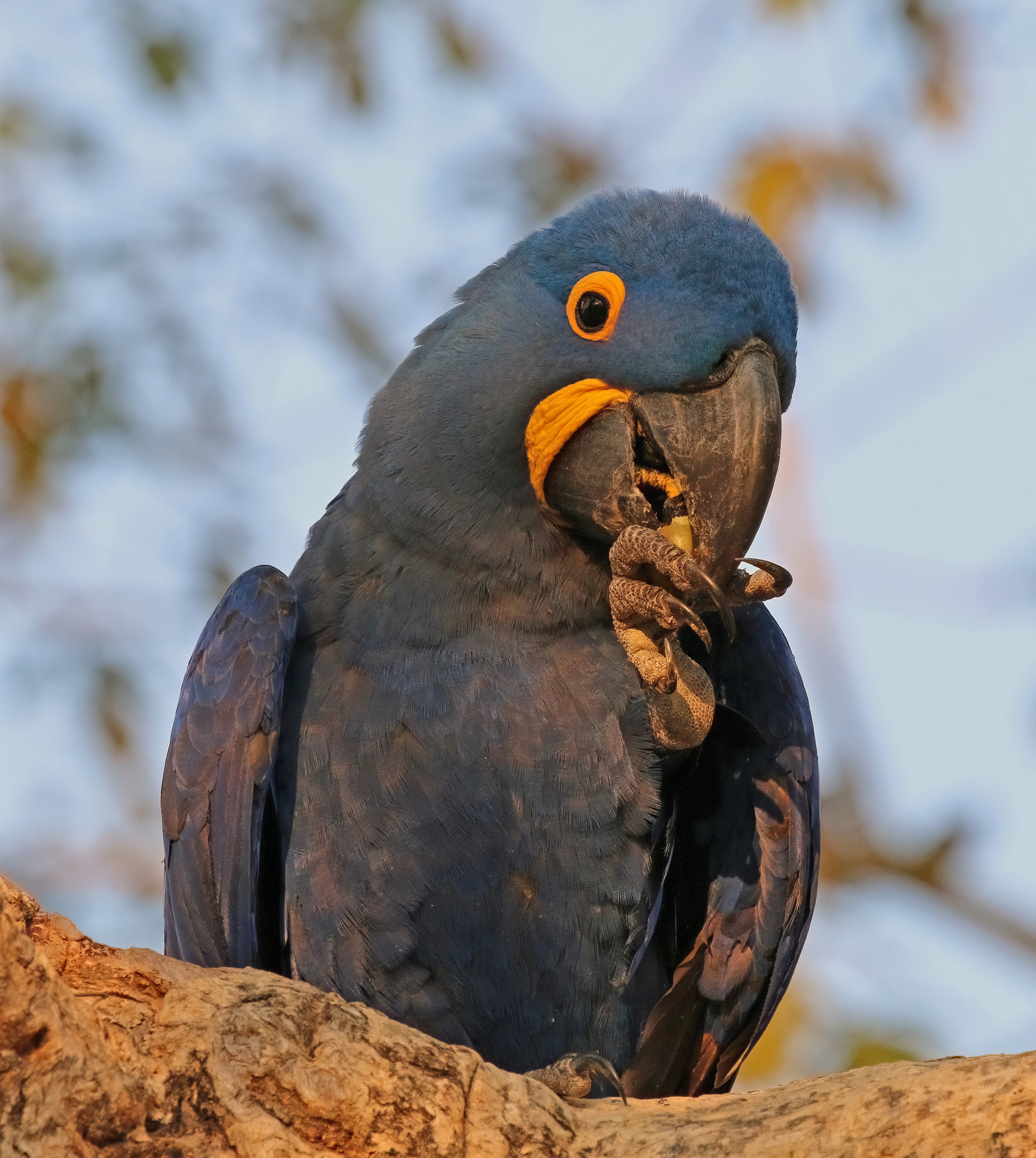
正在吃坚果的紫藍金剛鸚鵡，可見其黑黃雙色的舌頭（攝於巴西潘特納爾濕地）

紫藍金剛鸚鵡為植食性，主要以種子、堅果和水果作為主食，但特別偏好於數種棕櫚樹果仁上：在亞馬遜雨林內以馬里帕棕櫚、巴西棕櫚、星果椰屬棕櫚為主；在潘塔納爾濕地是、格魯椰子、皮沙巴直葉椰子；在較乾燥的東北部，則是食用亚塔棕、西雅棕；而在塞拉多稀樹草原則是巴氏直葉椰子及巴巴蘇直葉椰子。:419也有紀錄到這個物種也會吃福壽螺，或是棕櫚樹的嫩芽本身。:419
除了自食物中攝取水份外，紫藍金剛鸚鵡也會直接飲用水源；並也會從河流附近的裸露黏土中攝取額外的礦物質，或甚至直接舔食原先要給牛隻取用的鹽塊。
紫藍金剛鸚鵡慣於在地面上覓食，並喜歡聚集在有火燒過的地方，因為易於覓食。:419牠們會利用其強而有力的的喙砸開堅果並擊碎果仁食用，這些堅果一般會需要每平方英寸300磅（約每平方公分21公斤）的力道才能打開。有時候紫藍金剛鸚鵡也會先把堅果劈開後丟給其他動物吃，一段時間後再回來吃那些動物無法食用或反芻出來所遺留的果仁。

#### 使用工具覓食
野外鳥類最早被觀察到會使用工具的紀錄是在1961年，而圈養環境下的紫藍金剛鸚鵡被觀察到會利用木頭或葉子等工具防止堅果滑動或旋轉，或在定位跟施加力量時提供輔助。這種使用工具的方式會隨鸚鵡的年紀而有所變化：通常成鳥只習慣在開啟完整的果實時利用木頭跟葉子，但未成年的鳥則會利用各種不同工具嘗試撬開果實，並甚至會嘗試組合這些工具，不過一般而言成鳥的效率仍然會比未成年的個體來的好。

### 繁殖

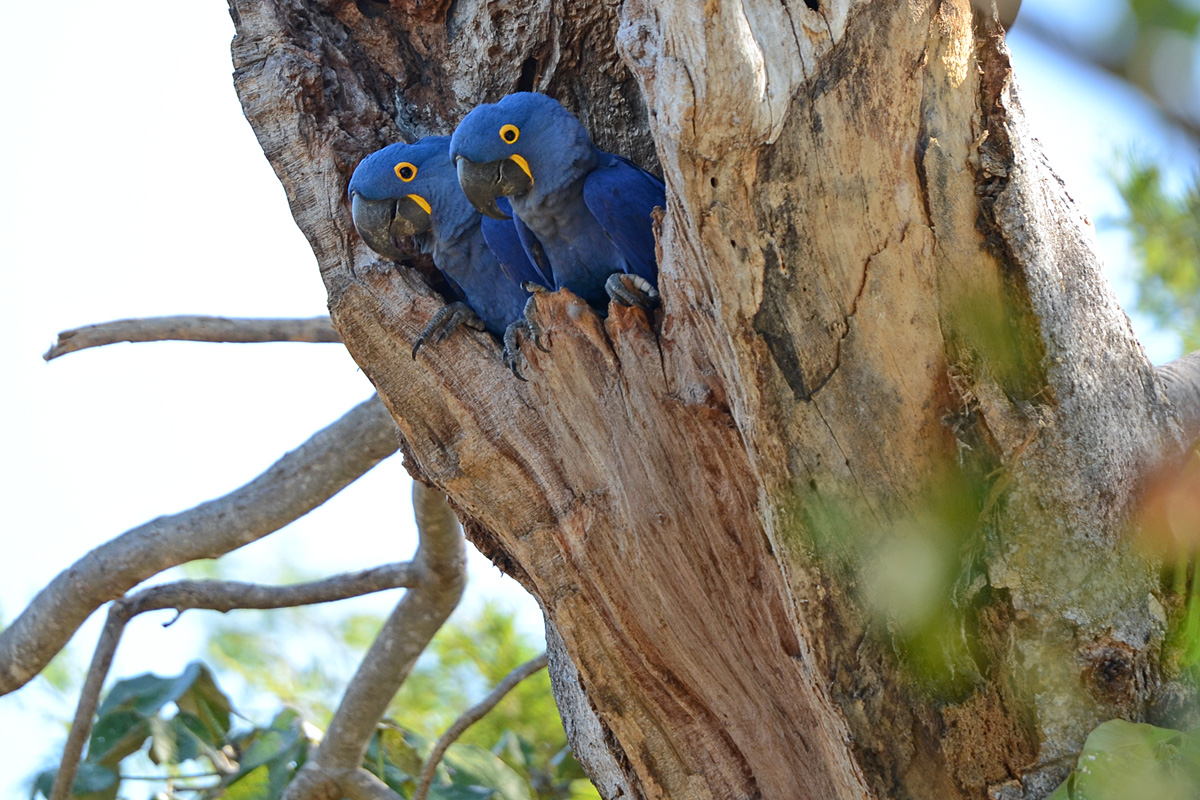
紫藍金剛鸚鵡的巢穴（攝於巴西南马托格罗索州）

紫藍金剛鸚鵡是終身一夫一妻的鳥類，基本上全年可繁殖，但集中在7—12月之間，在這段時期中牠們會各自從其原有群體脫離並組成一對配偶。:419在求偶時，雄性金剛鸚鵡會行一連串包含點頭、收縮瞳孔、展開尾巴和垂下翅膀在內的展示行為動作，並給予雌鳥食物，而雌性則會以類似的方式回應。
紫藍金剛鸚鵡雌鳥會使用高大樹木的空洞或懸崖上的洞穴築巢，內部墊滿木屑及鋸末；其中特別偏好使用巴拿馬樹果離地4—14公尺高的樹幹空洞，其鳥巢大約有95％都在這種樹上。這種高度有助於減少來自地面的掠食者侵略及防止溫度急遽變化。:325

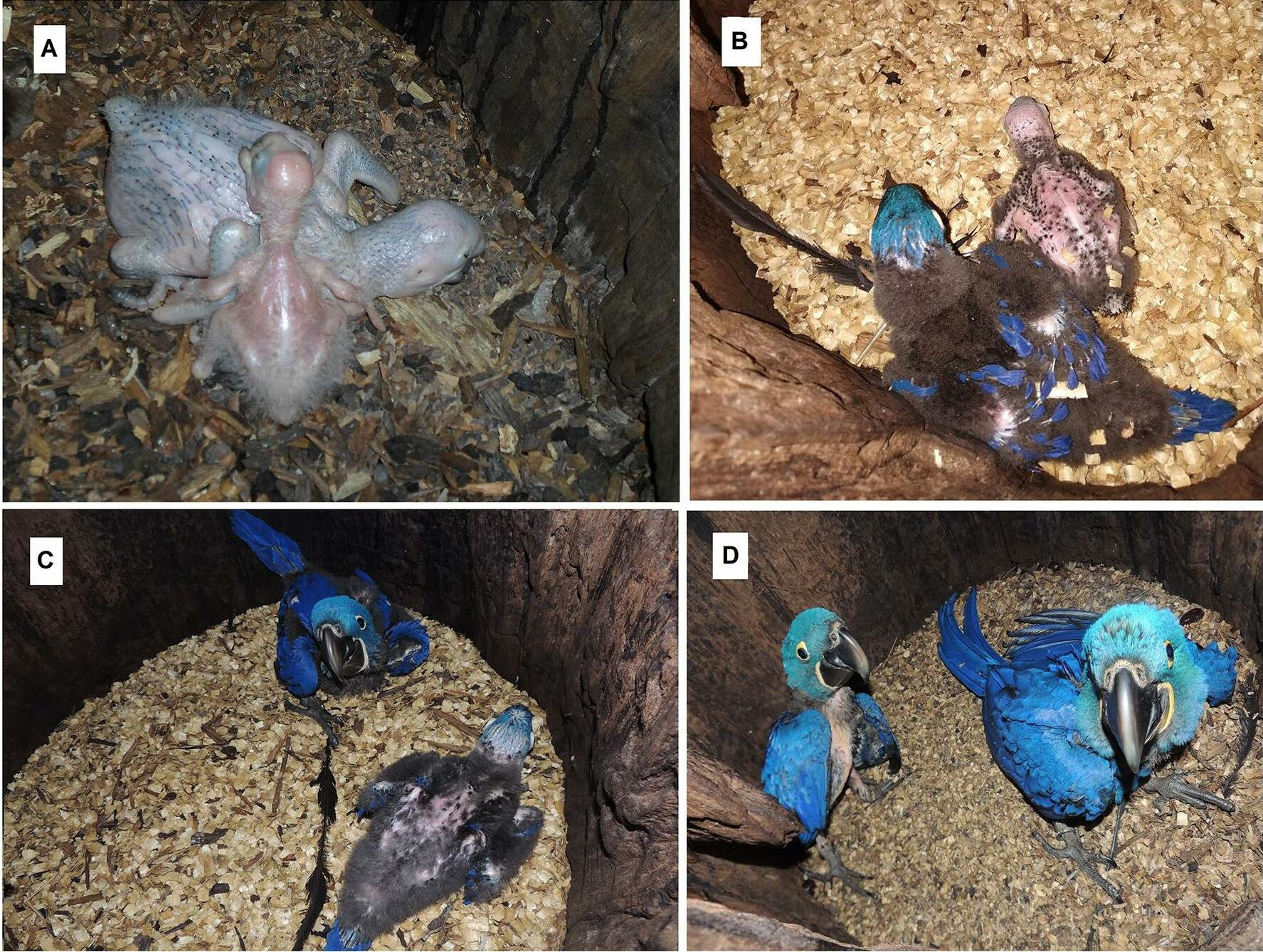
幼鳥的成長過程：（A）第17、18天的雛鳥（B）第44、45天的幼鳥（C）第61、62天的幼鳥（D）第104、105天的亞成鳥

紫藍金剛鸚鵡雌鳥每次會產下1—3枚卵（多為2枚），完全由雌鳥負責孵卵。:325卵約需25—28天孵化，在此期間雌鳥會有約70％的時間用於孵卵，而雄鳥則負責提供其食物，卵的孵化率約90％。蛋對溫度的變化相當敏感，在圈養環境下若讓孵育後期的蛋離開巢箱15分鐘就有可能導致胚胎死亡；且雙親同時也會對外界干擾十分敏感，容易緊張、興奮或易怒，因此在隱私不足的情況下容易導致孵育失敗。
這個物種整個育幼期需3—4個月（或105—110天）；在這段期間內，幼鳥的成長階段大致可分為三個時期：0—25天的雛鳥期、26—77天的幼鳥期、78—107天的亞成鳥期。:325,419在雛鳥期時，體重增長較為緩慢；到了幼鳥期，其體重逐漸快速增加；體重到了第90—95天的高峰之後就會開始下降，在此時亞成鳥也會開始學習飛翔。
因為這些幼鳥並非同時孵化，且雙親較偏好只餵食第一個出生的幼鳥，往往促使最終僅一隻個體能夠順利離巢。即使第二隻個體順利存活，這隻個體也會明顯體型較小而容易被識別。這些較為矮小的金剛鸚鵡中，其體重、體長和尾長分別比整群個體的平均值小了20％、22％和70％。這些幼鳥獨立後，要待6—10歲時才性成熟。其繁殖成功率相當低，每100對紫藍金剛鸚鵡每年只會有7—25隻後代誕生，且有時候可能兩年才會繁殖一次。

### 叫聲
紫藍金剛鸚鵡善於發出各種聲音，且通常相當大聲及尖銳，包括「kraaaa」、「trarrree-arree」、警告聲「trara」和交配聲「kru」，此警告聲常常被認為類似於小狗的咬牙切齒和低吼聲。這種能力在幼鳥時期就得以體現。

## 生態地位
紫藍金剛鸚鵡特別偏好於巴拿馬樹果築巢的舉止，在該樹種的種子傳播中扮演了相當重要的位置：巴拿馬樹果種子的主要傳播者是來自於被紫藍金剛鸚鵡的鳥蛋吸引而來的托哥巨嘴鳥，有83.3％的巴拿馬樹果種子由這種鳥類負責傳播，但也因此造成了53％的鳥蛋因此被托哥巨嘴鳥吃掉。
而紫藍金剛鸚鵡撿拾其他動物所遺留果仁的行為，也使這些種子能夠傳播得更遠。紫藍金剛鸚鵡以及青藍金剛鸚鵡能夠將種子帶到最遠1.6公里外的地方，或是把牛隻反芻過的果實帶回巢中，是少見的三次傳播者。在調查中顯示，被這兩種鸚鵡所攜帶的棕櫚種子中，平均被攜帶了17—450公尺遠的距離，有11—75%的果核未有損壞，並有6—73%的種子最終成長為新的棕櫚樹，達成互利共生。

19世纪的紫蓝金刚鹦鹉手绘插图

## 天敵與威脅
紫藍金剛鸚鵡最主要的天敵來自食用鳥蛋的掠食者，包含鴉、臭鼬、負鼠、南美浣熊、巨嘴鳥、蟑螂、螞蟻、鷹等動物，而巨嘴鳥還有可能會殺死其雛鳥。在健康方面，這個物種可能會遭體表寄生蟲附著、罹患乳頭狀瘤、鸚鵡熱或由病毒感染的前胃擴張症等。但紫藍金剛鸚鵡在生存上最大的問題並非來自天敵或疾病影響，而是來自非法貿易及棲地遭破壞。

### 合法與非法貿易

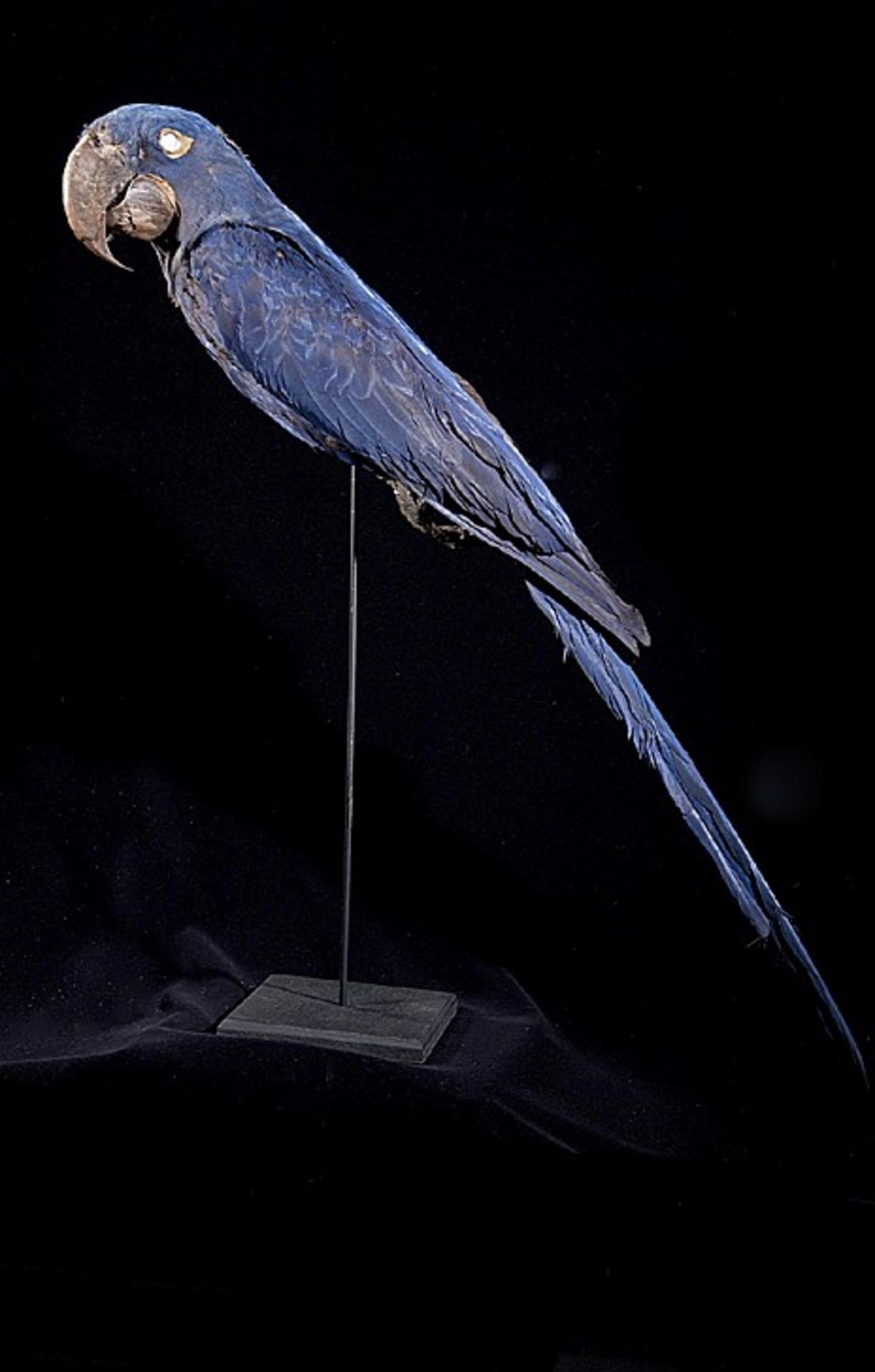
蓝紫金刚鹦鹉的标本（自然生物多樣性中心收藏）

由於紫藍金剛鸚鵡是《瀕臨絕種野生動植物國際貿易公約》附錄一的動物，在收藏家中具有稀有價值。:14總使現在野生個體的合法貿易幾乎被禁止，但受限於當地政府及警察並非把動物保育作為優先事項，這些法規實際上並未有確切執行，而友善對待動物、疾病控制和適當環境衛生的控制也未被監督管理。在1980年代間，至少有超過10000隻野生紫藍金剛鸚鵡被捕獲，並以每隻近3000美元的價格售出。:419而在2004年時的資料顯示在國際黑市上，這些鸚鵡以12000美元銷售，也是其數量減少的因素之一。:15

### 棲息地的喪失
紫藍金剛鸚鵡受到體型較大的限制，在潘特納爾濕地裡，僅有60年以上的巴拿馬樹果老樹可以容納其繁殖（該樹大約占濕地內總體植物數量的5—6％左右），但這種樹較年輕的幼苗常常遭到牛隻食用及踐踏而死亡而難以成長為大樹。在亞馬遜雨林內，由於牧場的建設和在欣古河跟托坎廷斯河上相關的水利工程，導致棲地縮減。在巴西米纳斯吉拉斯州內的合適棲地則被逐漸被外來樹種侵襲，或轉換為機械化農地及牧場。巴拉圭的帕索布拉沃國家公園（Paso Bravo National Park）則同時受到了被盜獵及盜伐的雙重威脅。
這些樹也不乏發生被用於產生建築材料、生產木炭、開闢為各種農地或作為旅遊開發之情形。:12不可控的野火也導致其棲息地被進一步縮減，例如2020年在亞馬遜的野火在潘特納爾濕地燒去了近四分之一面積，也導致馬托格羅索州的一家牧場有70％的面積被燒毀，而該牧場當時有700—1000隻紫藍金剛鸚鵡居住，是當時已知規模最大的金剛鸚鵡群體。

### 其他
一些報導稱紫藍金剛鸚鵡會去啃食一些棕櫚芽或驚嚇到經濟動物，而被當作害鳥獵殺。其羽毛被用作旅遊紀念品的行為也被認為會對其數量產生不良影響。:13

## 物種數量與保護狀況

### 數量的變化
紫藍金剛鸚鵡在1848年時數量「非常豐富」，但直到1970年代起其族群便開始明顯的下滑。:4191987年，首次的全面調查後顯示其數量僅餘約3000隻（範圍在2500—5000隻）：其中亞馬遜地區約750隻、潘特納爾濕地有1500隻、而亞馬遜雨林以東的米納斯吉拉斯州約有1000隻。:419
其總體數量隨1990年時紫藍金剛鸚鵡計劃（The Hyacinth Macaw Project）成立後，自1980年的約2500隻增加到2018年的6000隻。近期於2003年的調查顯示，整體約有4300隻可繁殖的野生成鳥，且呈現圈養的數量比在野外的數量還多之情形。

### 保護企劃

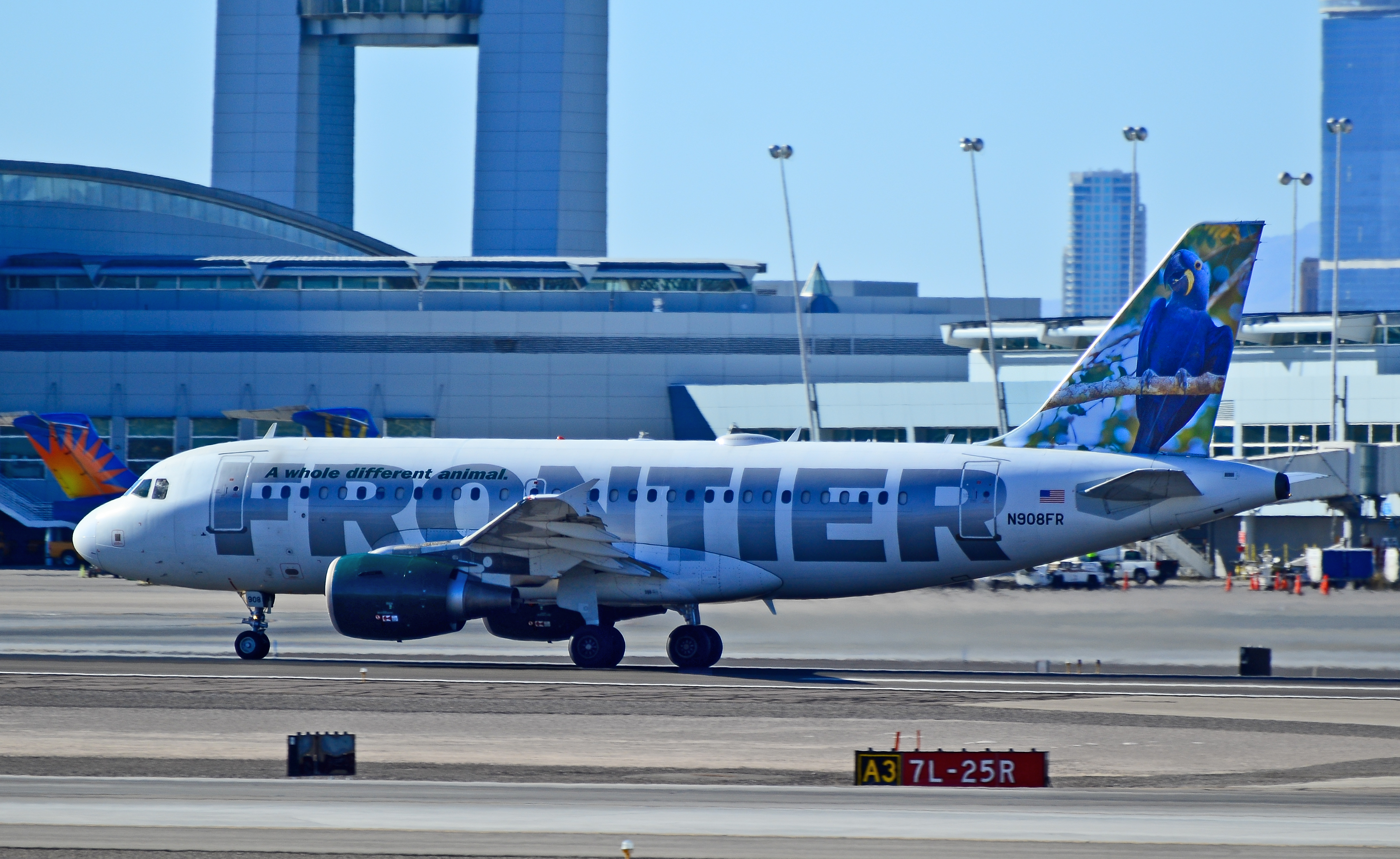
邊疆航空其中一台繪有紫藍金剛鸚鵡的空中巴士A319（攝於2012年的拉斯維加斯）

1987年時，紫藍金剛鸚鵡在《瀕臨絕種野生動植物國際貿易公約》被列入附錄一內，卻反而導致短時間內的相關貿易數量提升。:419
1989年時歐洲瀕臨絕種物種計劃（The European Endangered Species Programme）成立，並經追蹤、人工繁殖等努力保育紫藍金剛鸚鵡。至1994年止，已登記了131128隻個體，且在不少機構及私人設施中成功繁殖。而紫藍金剛鸚鵡企劃建立及監測超過485個人工和自然巢穴，並繫放超過5000隻個體。人工代養紫藍金剛鸚鵡幼鳥，再放回巢穴給成鳥繼續扶養以提升繁殖成功率也是當前正在嘗試的方式。
在《國際自然保護聯盟瀕危物種紅色名錄》中，牠們在2000—2013年間一度被劃入瀕危物種內，但由於發現牠們的下降速度並不如預期快速，因此2014年起改劃在易危物種內。雖然個體數因各種保護企劃有所回升，但長遠來看因其較長的繁殖期，仍需長期的保護。

## 與人類的關係

动物园里饲养的紫蓝金刚鹦鹉

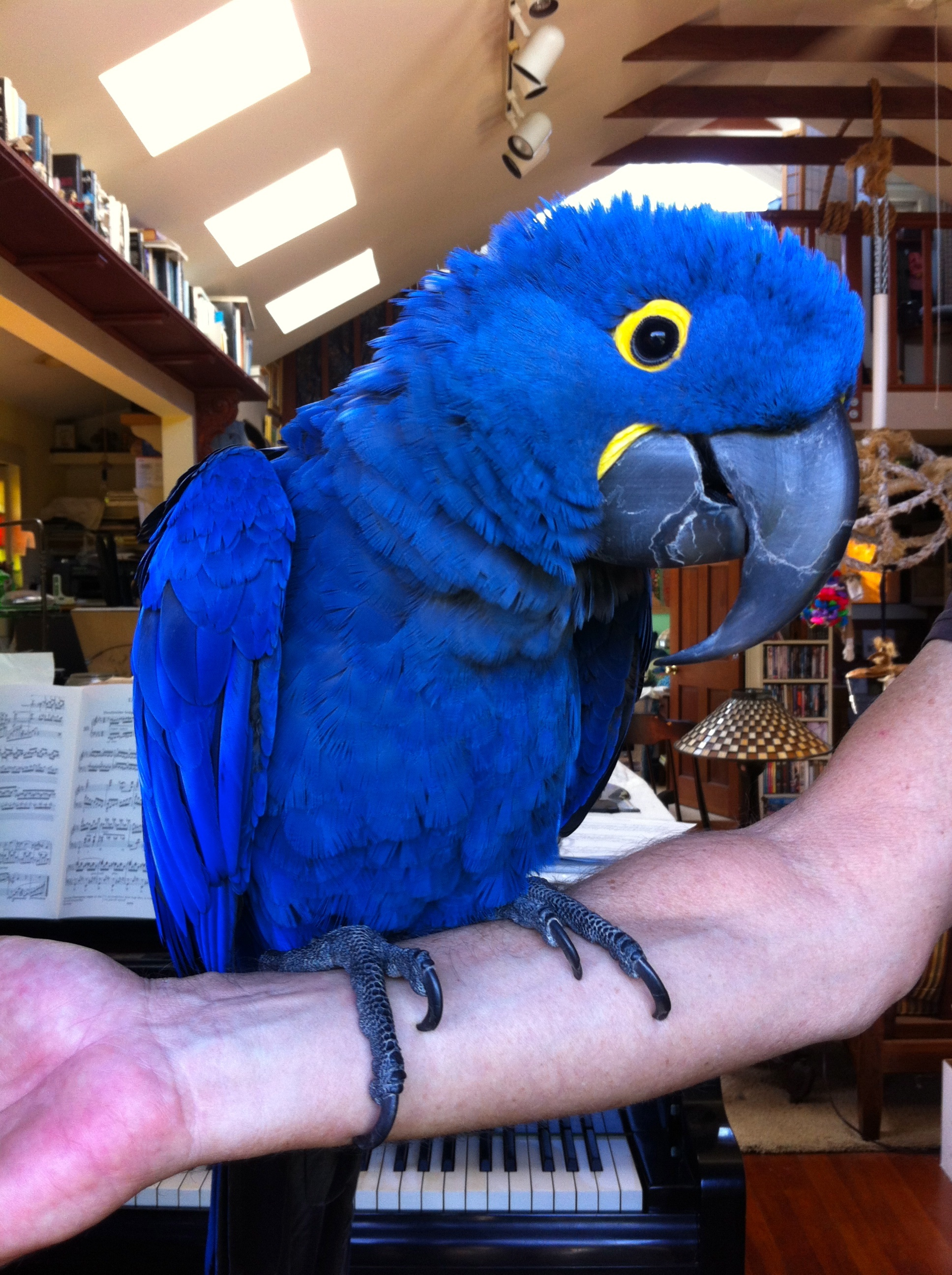
紫藍金剛鸚鵡會被人類作為寵物飼養

因其溫和、忠誠的個性，紫藍金剛鸚鵡被稱作“溫柔的巨人”。牠們富有經濟上的價值，刺激了巴西的旅遊業发展，並被各國的动物园饲养。

### 作為寵物
紫藍金剛鸚鵡同時也是受歡迎的寵物，雖然體型龐大、破壞性高、吵鬧、相當昂貴，同時也需要特殊的食物、大量的空間及足夠的陪伴時間，因此只適合那些富有經驗及作好各種準備的人飼養。食物方面，其需要高油的堅果類，除了原產地的棕櫚果仁之外，巴西堅果、核桃、杏仁、夏威夷果、椰子、椰奶、開心果、腰果或處理過的葵花子都能作為替代的選項，但需注意有一些堅果內部可能會有變質或被黴菌汙染的問題。曾有一隻紫藍金剛鸚鵡被其飼主每天餵食超過十個核桃而導致胰臟炎。且仍需注意營養均衡，否則可能會有雌鳥卡蛋及生出軟殼蛋的問題，例如一些富含維生素和礦物質的食物如番薯、水果、綠色蔬菜或者是顆粒飼料。並需注意這些食物是否會導致維生素D過量或蛋白質過量的問題。
即使有被剪羽，牠們仍需要足夠大（可能需約15公尺寬）的特製不鏽鋼籠子、圍欄或是直接一個獨立房間供牠們飛翔及爬行，且不建議將其永遠養在室內。並需注意牠們的咬合能力很強，因此有可能會破壞籠子，也需要大量安全、而未噴灑農藥的木材，或是處理過的松果、大型木製或皮革玩具供牠們玩樂。牠們能夠跟其他新大陸鸚鵡混居，但除了須先適應之外，也需注意被限制在狹小空間中或陪伴時間不足的紫藍金剛鸚鵡會容易變得暴躁和神經質，可能會自傷拔羽或過度尖叫。牠們也能在幼年時期經由訓練以避免咬傷任何人類。
雖然紫藍金剛鸚鵡並非最會講話的鸚鵡，但牠們相當聰明，很喜歡重複數個單詞並將這些詞置入其話語的上下文內，或甚至是在適當的情境中使用這些字詞。

## 外部連結
- 维基共享资源上的相關多媒體資源：紫藍金剛鸚鵡
- 維基物種上的相關：紫藍金剛鸚鵡
- Xeno-canto上紫藍金剛鸚鵡的聲音紀錄 （页面存档备份，存于）
- 世界鸚鵡基金會的影片介紹 （页面存档备份，存于）